# Дуг
Дуг је износ средстава које једна страна (дужник) дугује другој страни (поверилац).
Кредит је врста дуга, поверење једне стране да обезбеди новац или ресурсе другој страни, где друга страна не узвраћа никакву вредност у том тренутку, већ уместо тога даје обећање да ће вратити новац или ресурсе у каснијем периоду. Комерцијални дуг углавном подлеже уговорним условима у погледу износа и времена отплате главнице и камате. Јавни дуг је дуг државе према повериоцима. Када појединац, предузеће или држава не могу измирити дуг проглашава се стечај и долази до плана изласка из кризе и начина наплате потраживања.

## Услови
Главница је износ новца који је првобитно уложен или позајмљен, на основу којег се обрачунавају камата и приноси.

### Отплата
Постоје три основна начина структуирања исплата: цео износ главнице може бити исплаћен у тренутку отплате кредита; цео износ главнице може бити амортизован током трајања кредита; или кредит може бити делимично амортизован током трајања, а преостали износ главнице исплаћује се у тренутку отплате.

### Одредбе о неизвршењу обавеза
Дужници свих типова с времена на време не испуњавају своје обавезе, што доводи до различитих последица у зависности од услова дуга и законодаваства које регулише неизвршење обавеза у одговарајућој јурисдикцији. Ако је дуг обезбеђен конкретним залогом, као што је аутомобил или кућа, повериоц може покушати да поврати залог.

## Врсте давања финансија

### Појединци
Уобичајени типови дуга које дугују појединци и домаћинства укључују хипотекарне кредите, кредите за аутомобиле, дуг по кредитним картицама и порезе на доходак. За појединце, дуг је средство за коришћење очекиваног прихода и будуће куповне моћи у садашњости пре него што је стварно зарађен. Обично људи у индустријализованим земљама користе потрошачке дугове за куповину кућа, аутомобила и других ствари које су прескупе за куповину готовином.
Већа је вероватноћа да ће људи потрошити више и задужити се када користе кредитне картице у односу на готовину за куповину производа и услуга. Ово је првенствено због ефекта транспарентности и потрошачког „бола плаћања“. Ефекат транспарентности се односи на чињеницу да што сте даље од готовине (као код кредитне картице или другог облика плаћања), мање је транспарентно и мање се сећате колико сте потрошили. Што је облик плаћања који се користи мање транспарентан или удаљенији од готовине, то мање појединац осећа „бол плаћања“ и стога ће вероватно потрошити више. Штавише, различит физички изглед/форма коју кредитне картице имају од готовине може довести до тога да се на њих гледа као на „монополски“ новац у односу на прави новац, привлачећи појединце да потроше више новца него што би то урадили да имају само готовину на располагању.
Осим ових формалнијих дугова, приватне особе такође неформално позајмљују другим људима, углавном рођацима или пријатељима. Један од разлога за такве неформалне дугове је тај што многи људи, посебно они који су сиромашни, немају приступ приступачним кредитима. Такви дугови могу изазвати проблеме када се не врате у складу са очекивањима зајмодавца. У 2011. години, 8 процената људи у Европској унији је пријавило да њихова домаћинства касне са дуговањима, односно да нису у стању да плаћају према распореду „плаћања у вези са неформалним зајмовима од пријатеља или рођака који не живе у истом домаћинству“.

### Предузећа
Компанија може користити различите врсте дугова за финансирање својих операција као део своје укупне стратегије корпоративних финансија.
Орочени кредит је најједноставнији облик корпоративног дуга. Састоји се од споразума о позајмљивању фиксног износа новца, који се назива главница, на одређени временски период, с тим да се овај износ враћа до одређеног датума. Код комерцијалних кредита камата, израчуната као проценат од суме главнице годишње, такође ће морати да се плати до тог датума, или се може плаћати периодично у интервалима, на пример годишње или месечно. Такви зајмови се такође колоквијално називају „зајмови у виду метака“, посебно ако постоји само једно плаћање на крају – „метак“ – без „тока“ плаћања камата током трајања кредита.
Зајам за финансирање заснован на приходима долази са фиксним циљем отплате који се постиже у периоду од неколико година. Ова врста кредита обично долази са износом отплате од 1,5 до 2,5 пута већом од износа кредита. Рокови отплате су флексибилни; предузећа могу вратити договорени износ раније, ако је могуће, или касније. Поред тога, власници предузећа не продају власнички капитал нити се одричу контроле када користе финансирање засновано на приходима. Зајмодавци који обезбеђују финансирање засновано на приходима ближе сарађују са предузећима него банкарски зајмодавци, али користе приступ који је више дистанциран од приватних инвеститора у капитал.
Акредитив или кредитно писмо такође може бити извор плаћања за трансакцију, што значи да ће се откупом акредитива платити извозник. Акредитиви се првенствено користе у међународним трговинским трансакцијама значајне вредности, за послове између добављача у једној земљи и купаца у другој. Такође се користе у процесу уређења земљишта како би се осигурало да ће се градити одобрени јавни објекти (улице, тротоари, језерца за атмосферске воде, итд). Стране у акредитиву су обично корисник који треба да прими новац, банка издавалац чији је подносилац захтева клијент и банка саветодавац чији је корисник клијент.

### Владе
Владе издају дугове за плаћање текућих трошкова, као и великих капиталних пројеката. Државни дуг могу издати суверене државе, као и локалне самоуправе, понекад познате као општине.
Дуг који је издала влада Сједињених Држава, који се зове Трезори, служи као референтна тачка за све остале дугове. Постоје дубока, транспарентна, ликвидна и отворена тржишта капитала за трезоре. Штавише, трезори се емитују у широком спектру рокова доспећа, од једног дана до тридесет година, што олакшава поређење каматних стопа на други дуг са хартијем од вредности упоредивог рока доспећа. У финансијама, практичари често апроксимирају теоријску „безризичну каматну стопу“ коришћењем текућег приноса трезора истог трајања.
Циљ 17 одрживог развоја Уједињених нација, саставни део Агенде 2030, има за циљ решавање спољног дуга високо задужених сиромашних земаља како би се смањио дуг.

### Општине
Муниципалне обвезнице (или муни обвезнице) су типичне дужничке обавезе, за које услове једнострано дефинише општина која их издаје (локална управа), али је то спорији процес акумулације потребног износа. Обично се финансирање дугова или обвезница неће користити за финансирање текућих оперативних трошкова, сврхе ових сума су локални развој, капиталне инвестиције, изградња, сопствени допринос другим кредитима или стипендијама.

## Оцењивање кредитне способности

### Показатељи прихода
Коефицијент покривања дугорочних обавеза је однос расположивог прихода и износа дугорочних обавеза (укључујући камате и амортизацију главнице, ако је има). Што је виши коефицијент покривања дугорочних обавеза, више прихода је доступно за отплату дугова и лакше и јефтиније ће извести финансирање зајмопримаоца.

### Вредносни показатељи
Однос износа кредита према вредности залога је однос укупног износа кредита и укупне вредности залога који обезбеђује кредит.
На пример, у случају хипотекарног кредитирања, однос износа кредита према вредности најчешће се изражава као „почетна уплата”.

### Улога рејтинг агенција
Кредитне бирое прикупљају информације о историји зајмова и исплата потрошача. Кредитори, као што су банке и компаније које издају кредитне картице, користе кредитне рејтинге за оцену потенцијалног ризика повезаног са кредитирањем потрошача.